# Joop Beek
Josephus Gerardus Beek SJ (Amsterdam, 12 maart 1917 – Djakarta, 17 september 1983) was een Nederlands en Indonesisch jezuïet, priester, opleider en politicus. Van ongeveer 1965 tot ongeveer 1975 was hij de belangrijkste adviseur van de Indonesische president Soeharto.

## Jeugd en opleiding
Hij groeide op in Amsterdam in een gezin met Indische connecties. In 1935 trad hij in bij de jezuïeten in Mariëndaal in Grave. In 1938 werd hij, zoals in zijn orde gebruikelijk, uitgezonden om les te geven in een college, in zijn geval in Djokjakarta. Tijdens de Tweede Wereldoorlog werd hij door de Japanners geïnterneerd tot 1945, waarna hij nog eens zeven maanden door de Indonesiërs werd vastgehouden.
In 1946 keerde hij terug naar Nederland om in Maastricht zijn priesteropleiding te volgen aan het Canisianum en werd aldaar in 1948 gewijd, waarna hij weer naar Indonesië werd gestuurd en van 1952 tot 1959 werkte in opnieuw Djokjakarta. Daar begon hij ook met het opzetten van katholieke leerlingen- en studentenorganisaties, wat succesvol bleek en die een basis zouden vormen voor zijn latere politieke invloed. Toen al had pater Beek bedenkingen bij zowel het communisme als de islam, temeer daar Indonesië het volkrijkste islamland ter wereld was.

## Kadertrainingen KASBUL
In 1960 begon pater Beek te werken in Djakarta, waar hij steeds overtuigder raakte van het toenemend gevaar van de communisten in Indonesië, met name vanwege de houding en daden van president Soekarno, die steeds linkser georiënteerd raakte. Pater Beek zette kadertrainingen van een maand op, onder de naam KASBUL (Kaderisasi Sebulan), geschoeid op strenge ascetische leest. Ook hiermee had hij succes en vormde zo een generatie van militant anticommunistische en anti-islamitische en loyale rooms-katholieke leiders, getraind in leiderschap, spreken in het openbaar, schrijven, groepsdynamica en sociale analyse. De studenten leerden ook communistische tactieken herkennen en bestrijden.

## Anticommunistisch
De kadertrainingen vormden de basis voor een informatienetwerk met een cellensysteem en voor contacten met politieke leiders, zoals de toenmalige president Sukarno en de latere president, de westers gezinde generaal Soeharto. Van Soekarno ontstond een verwijdering vanwege diens pogingen om de communisten vriend te houden. Toen in 1965 een couppoging werd gedaan waarbij zes Sukarno-georiënteerde generaals werden vermoord. Inmiddels hebben veel geconcludeerd dat de coup geensceneerd is door Suharto en degene die hem steunde, onder andere de CIA.
De coup mislukte in één dag. Pater Beek stuurde zijn scholieren en studenten onmiddellijk in de dagen daarna de straat op om te demonstreren tegen de communisten. Soeharto kreeg snel meer macht en wist uiteindelijk Soekarno af te zetten en de zogenaamde communisten uit te schakelen in een zeer bloedige heksenjacht, die minstens 500.000 doden kostte en tienduizenden gevangenen, onder wie de communistische schrijver Pramoedya Ananta Toer, die over zijn gevangenschap heeft geschreven. Soeharto wist daarna zelf president te worden. Pater Beek werd zijn voornaamste adviseur, tot ongeveer 1975. Hij was toen al Indonesiër geworden.

## Anti-islamitisch en CSIS
Al van meet af aan zag pater Beek behalve de communisten de islam als de grootste vijand van de katholieken in Indonesië. Toen de communisten uitgeschakeld waren, wist hij in te spelen op Soeharto's angst voor politieke dominantie van de numeriek overheersende moslims. Pater Beek zette Soeharto volgens enkele bronnen aan tot het oprichten van de Golkar, een politieke partij die op niet-islamitische middengroepen en katholieken steunde en bedoeld was om de islamieten onder controle te houden en Soeharto's eigen, bestuurbare politieke voertuig te zijn. Pater Beek steunde ook de oprichting door zijn oud-student Liem Bian Kie (ook bekend als Jusuf Wanandi) van het CSIS (Center for Strategic & International Studies), een quasi wetenschappelijke Indonesische denktank die de voornaamste connectie tussen pater Beeks beweging en de regering zou vormen. De rijke familie Wanandi ondersteunt nog steeds dit instituut.
Sommige critici maken pater Beek het verwijt dat hij antidemocratisch was en de islamitische politieke partij om zeep heeft geholpen, waardoor het islamitisch fundamentalisme in de hand gewerkt werd. Zijn rol is pas ongeveer 20 jaar na zijn dood duidelijk geworden. Hij heeft niet kunnen voorkomen dat het presidentschap van Soeharto leidde tot grote corruptie en nepotisme (naast forse economische groei).